# Christoph Nicol
Christoph Nicol (* 1989) ist ein deutscher Basketballtrainer.

## Laufbahn
Als Spieler vertrat Nicol die Farben von BiG Gotha. 2006 gewann er mit der U18-Mannschaft der Thüringer die Ostdeutsche Meisterschaft, im Herrenbereich spielte er für Gothas Mannschaft in der 1. Regionalliga.
Ab 2008 war Nicol in Gotha zudem als Trainer in der Jugendarbeit tätig, zur Saison 2011/12 übernahm er unter Cheftrainer Marko Simić in Gothas Herrenmannschaft in der 2. Bundesliga ProB das Amt des Assistenztrainers. Als solcher trug er zum 2012 errungenen Aufstieg der Mannschaft in die 2. Bundesliga ProA bei. Mit Beginn der Spielzeit 2012/13 betreute er Gothas zweite Herrenmannschaft in der 2. Regionalliga als Cheftrainer. Als sich die Thüringer im Herbst 2012 von Simić trennten, übernahm Nicol, der in Erfurt ein Studium im Fach Sportmanagement absolvierte, im Gespann mit Yvonne Schäfer die Traineraufgaben in der Zweitligamannschaft zunächst übergangsweise und Anfang Dezember 2012 dann fest. Er blieb bis zum Ende der Zweitligaspielzeit 2012/13 im Amt.
Im Spieljahr 2017/18 arbeitete Nicol bei den Hamburg Towers als Jugendtrainer und leitete den Mini-Bereich. Am 1. Mai 2018 trat er die Stelle des Geschäftsführers der Cux-Basketball UG, dem Betreiber der Mannschaft Cuxhaven Baskets, an. Mitte November 2018 reichte er aus finanziellen Gründen einen Insolvenzantrag für die Cux-Basketball UG ein und kündigte zunächst an, die Mannschaft mit sofortiger Wirkung vom Spielbetrieb in der 1. Regionalliga zurückzuziehen, entschied dann aber, den Spielbetrieb aufrechtzuerhalten und zu versuchen, die fehlenden Gelder einzuwerben. Im Dezember 2018 trat Nicol zusätzlich zu seiner Tätigkeit als Geschäftsführer das Traineramt in Cuxhaven an, nachdem das bisherige Gespann Darren Stackhouse/Aaron Cook aus wirtschaftlichen Gründen hatte gehen müssen. Nicol verpasste mit der Mannschaft den Regionalliga-Klassenerhalt. Ende Mai 2019 waren die Cuxhavener wieder in finanziellen Schwierigkeiten, woraufhin die Gesellschafter Vorwürfe gegen Nicol erhoben. Nicols Amtszeit in Cuxhaven endete 2019. Anschließend wurde er als Jugendtrainer beim Berliner Verein Einheit Pankow und dann bei Alba Berlin tätig, wo er 2022 das Traineramt der Berlinerinnen in der Weiblichen Nachwuchs-Basketball-Bundesliga übertragen bekam.
Im Sommer 2023 wechselte Nicol zum TuS Lichterfelde und wurde Trainer der Zweitliga-Damen des Berliner Vereins. Das Amt übte er in der Saison 2023/24 aus, mit dem Beginn des Spieljahres 2024/25 wurde Nicol bei den Dresden Titans tätig, übernahm unter anderem die Aufgabe des Co-Trainers der männlichen U19 in der Nachwuchs-Basketball-Bundesliga sowie die hauptverantwortliche Betreuung der dritten Dresdener Herrenmannschaft.